# Bangassou
Ne doit pas être confondu avec Bangasso, Bangassé ou Bengassou.
Bangassou est une ville du Sud-Est de la République centrafricaine, chef-lieu de la préfecture du Mbomou, elle est située sur la rive droite de la rivière Mbomou.

## Géographie
La ville est située à 734 km à l'est de Bangui par la route nationale RN2 et à un kilomètre de la frontière avec la République démocratique du Congo (en vis-à-vis de Ndu, reliée par bac), à proximité des chutes de Kembé, sur la rivière Mbomou.
Les chutes de Kembé sont situées à 120 km à l'ouest de Bangassou sur la route de Bambari

## Histoire

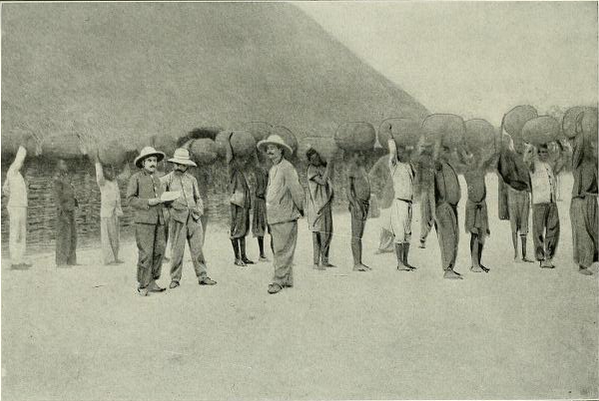
Achat du caoutchouc, Bangassou (1906)

La ville de Bangassou tient son nom du sultan n’zakara qui a installé sa zeriba près du M’Bomou, affluent de l’Oubangui.
En 1890, le sultan Bangassou accueille les premiers Belges, des officiers de l’E.I.C., propriété personnelle du roi des Belges Léopold II. Le sultanat de Bangassou passe peu à peu sous contrôle de principe belge, au nom des prétentions de leur roi. Il ne s'agit que de traités d'alliance.
Le 14 août 1894, par une Convention internationale – sans accord des habitants du M’Bomou, l’occupation belge laisse la place à l’occupation française. Le gouverneur du Haut-Oubangui, Victor Liotard s’installe à Bangassou dans le poste belge évacué, non loin du village du sultan. Bangassou et les Français s'entendent bien.
En 1907 meurt le sultan Bangassou ; le village conserve son nom et avec le poste forme la ville de Bangassou.
En 1922, les Spiritains fondent une mission catholique à Bangassou. En 1929 est fondée la mission catholique Saint Pierre Claver de Bangassou.
En 1931, la société cotonnière Comouna installe une usine d'égrenage à Bangassou.
Le 15 mars 1932, la mission française Dakar-Djibouti fait étape à Bangassou.
En 1935, Bangassou devient le chef-lieu du département du Mbomou.
Le 11 mars 2013, la ville est conquise par une faction dissidente de la Seleka.

## Quartiers
La ville compte 52 quartiers recensés en 2003 : Aouya, Bangui-ville, Bereme, Boukoua, Braima, Dagrou, Dakpoutou, Demba-Sayo, Gambo, Gamou, Gbiakota, Gologoto, Goungere, Kaba, Kaimba, Kamangbague, Kembe-Ligne, Kobo, Kolongo, Liouango-Tirailleur, Madagrengbanda, Madingar, Mahamat Pika, Maliko 1, Maliko 2, Maliko-Lepreux, Mamadou-Bah, Mangamba, Mbangui-Goro, Mboutou, Moussa, Ndounga-Sayo, Ngbanda-Gounga, Ngbinda, Ngombe, Nguinda-Ngbagli, Nzagba-Sayo, Oualimingui, Ouanguenze, Outman, Rounga, Samba-Gamade, Samba-Nimoke, Saozangandou,tiaka, Tokoyo, Yangouya, Yapele, Yougon, Zimango, Zouambalo, Zouambalo.

## Éducation
L'enseignement secondaire est assuré au lycée moderne de Bangassou.

## Société

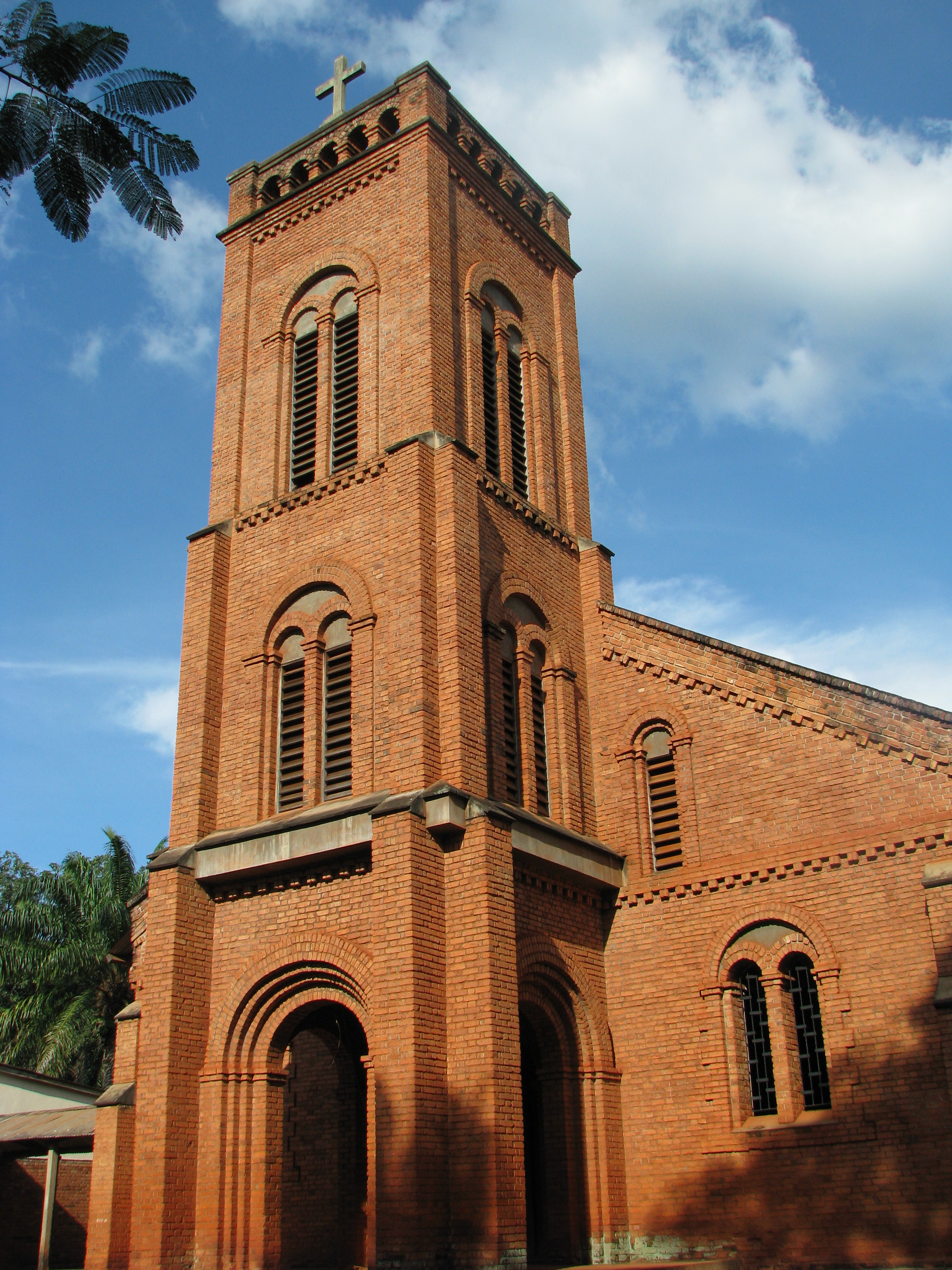
Cathédrale Saint Pierre Claver

Avec la carhédrale Saint Pierre Claver, la ville est le siège d'un diocèse catholique érigé le 10 février 1964, par démembrement du diocèse de Bangui, il s'étend sur les préfectures du Mbomou et du Haut-Mbomou.

## Économie

### Transports
La route Transafricaine 8 Lagos-Mombasa passe par Bangassou.
Il existe un petit aérodrome au nord-ouest de la ville (code AITA : BGU).

### Agriculture
La ville est située en zone forestière où la culture de cacao pratiquée après l'indépendance est un temps abandonnée, et remplacée par la culture de café. Les plantations de café ont un rendement en continuelle régression depuis plusieurs années. Depuis octobre 2014, une coopérative de production de cacao est relancée à partir de semences venues du Cameroun.
Bangassou, est reconnue pour sa production artisanale d’huile de palme à partir de plantations familiales. Le vin de palme y est vendu en plusieurs qualités, péké : vin de raphia, makpoursa ou Je tabattu : des palmiers à huile abattus, kangoya ou Je taccrohé : des palmiers en pied.

## Personnalités
- Dieudonné Nzapalainga (né en 1967), archevêque catholique de Bangui depuis 2012 et cardinal depuis 2016, est né à Bangassou.
- André Nzapayeké (né en 1950), Premier ministre de la République centrafricaine (2014), est natif de Bangassou.
- Pierre Sammy Mackfoy (1935-2014), écrivain et homme politique est né à Bangassou.
- Bernard Ayandho (1930-1993), Premier ministre de la République centrafricaine (1979-1980), est natif de Bangassou.
- Charles Éboué (1924-2013), homme politique et compagnon de la Libération, est né à Bangassou
- Simon Narcisse Bozanga (1942-2010), est né à Bangassou. Homme d’état et diplomate centrafricain . Premier ministre de la République Centrafricaine (1980)
- Joseph Théophile Douaclé (1935-2023) homme politique, Président du Parti A D.P (Alliance pour la Démocratie et le Progrès) Secrétaire général de la J.T.O (Jeunesse Travailleuse Oubanguienne), Ministre, Cadre Air Afrique. Il est natif de Bangassou.